# Macchi M.39
El Macchi M.39 era un hidroavión de competición, el primer diseño monoplano de ala baja de Mario Castoldi para la compañía Macchi. Fue diseñado y construido específicamente para participar en la convocatoria del Trofeo Schneider de 1926. El modelo es más recordado por haber establecido múltiples récords mundiales de velocidad a mediados de la década de 1920.

## Historia y desarrollo
Fue construido en muy pocos meses y el primer ejemplar, previsto como entrenador y propulsado por un motor lineal Fiat AS.2 de 822 hp (596 kW), este motor  fue diseñado por el ingeniero mecánico Tranquillo Zerbi y estaba inspirado en el motor estadounidense Curtiss D-12  y como punto de partida del anterior Fiat A.22. Accionaba una hélice bipala de duraluminio Curtiss-Reed de paso fijo realizó su primer vuelo el 6 de julio de 1926.
El M.39 era de construcción mixta (metal y madera) y sus semiplanos estaban arriostrados por montantes con dos tercios de las superficies superiores utilizadas como radiadores de superficie de baja resistencia. Concebido específicamente para participar en la convocatoria de 1926 del Trofeo Schneider , a celebrar en Hampton Roads, Virginia, el aparato había sido cuidadosamente construido a la medida de la carrera. La distancia del fuselaje al borde marginal de babor era menor que en el semiplano opuesto a fin de mejorar los regímenes de viraje de la carrera, siempre hacia la izquierda, y los flotadores, que también contenían combustible, presentaban diferente peso como medida de compensación del par de la hélice en el agua.
A los dos entrenadores iniciales, matriculados MM.72 y MM.73, siguieron tres aparatos de carreras, de MM.74 a MM.76, y una cédula de evaluación estática.
El 21 de septiembre de 1926 surgió un serio contratiempo, cuando el jefe de los pilotos del equipo italiano, el capitán Vittorio Centurione Scotto entró en pérdida en uno de los entrenadores estrellándose en el Lago Varese perdiendo la vida. No obstante, el desarrollo no se detuvo y, a pesar de problemas de carburación del motor, los tres aparatos de carreras, con sus motores AS.2 modificados, tomaron parte en la competición, el 13 de noviembre de 1926. El mayor Mario de Bernardi obtuvo el primer puesto a los mandos del MM.76, a una velocidad promedio de 396,698 km/h, mientras que Adriano Bacula quedó en tercera posición con el MM.74. El otro M.39 tuvo que ser retirado por un problema en un conducto de aceite. El 17 de noviembre de 1926, Mario de Bernardi, pilotando un M.39, consiguió un nuevo récord mundial de velocidad, volando a 416,618 km/h sobre un trayecto de tres kilómetros.

## Especificaciones
Referencia datos: Angelucci, Enzo. World Encyclopedia of Civil Aircraft, Outlet 1984 ISBN 978-0517547243

### Características generales
- Tripulación: 1
- Longitud: 6,73 m
- Envergadura: 9,26 m
- Altura: 2,97 m
- Superficie alar: 14,30 m²
- Peso vacío: 1257 kg
- Peso cargado: 1572 kg
- Peso máximo al despegue: 1575 kg
- Planta motriz: 1× Motor en V refrigerado por líquido Fiat AS.2.
  - Potencia: 596 kW (822 HP; 810 CV) a 2500 rpm
- Hélices: Bipala metálica Curtiss-Reed de paso fijo

### Rendimiento
- Velocidad nunca excedida (Vne): 439,44 km/h

## Galería

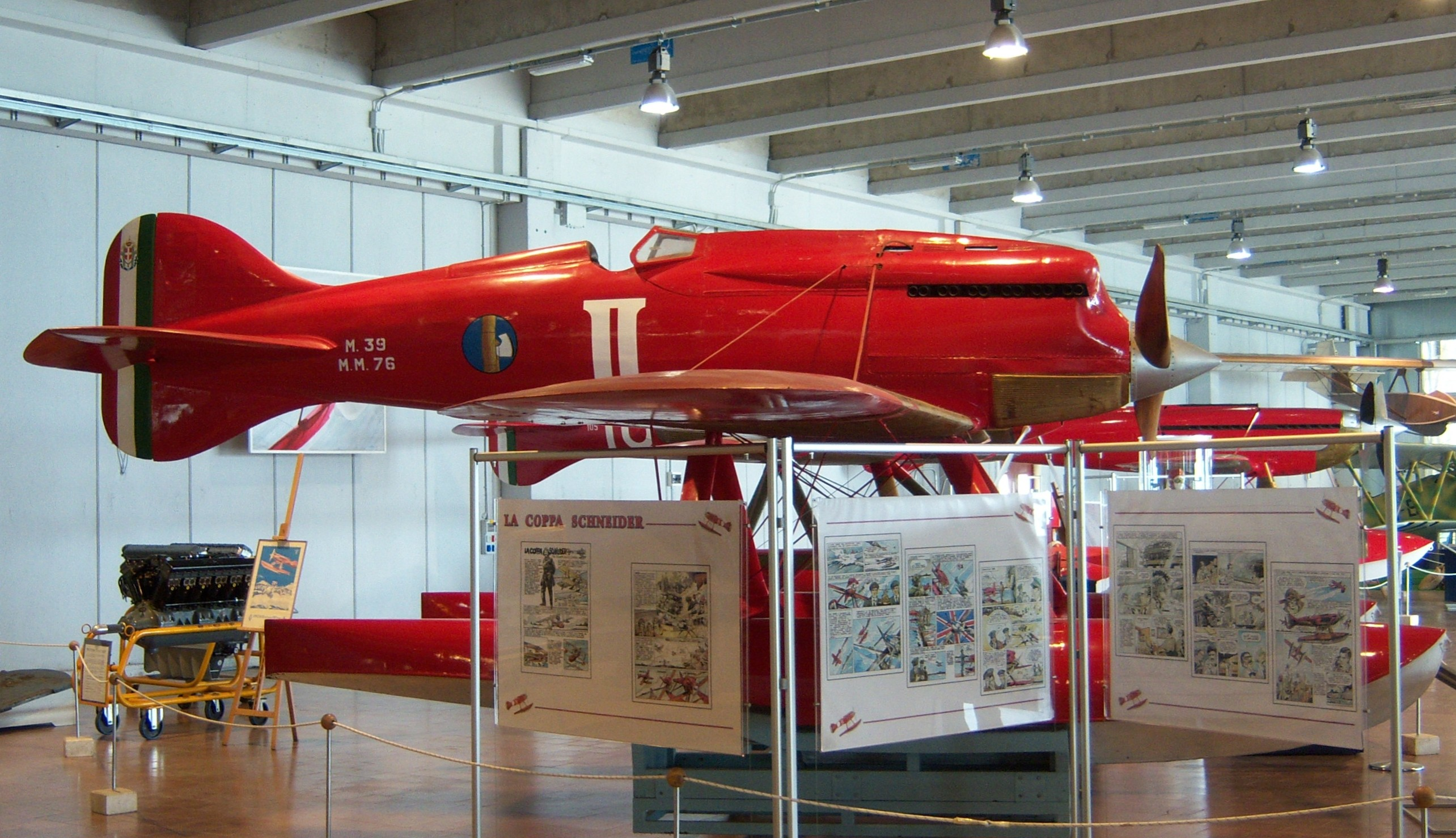
Macchi M.39 en el Museo Storico dell'Aeronautica Militare di Vigna di Valle. Este avión,(MM.76), pilotado por el mayor Mario de Bernardi, ganó el Trofeo Schneider de 1926 y estableció un nuevo récord mundial de velocidad.
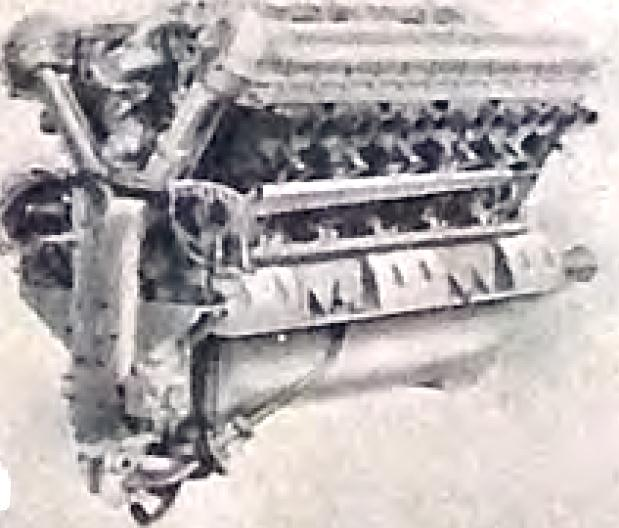
Motor V12 Fiat AS.2
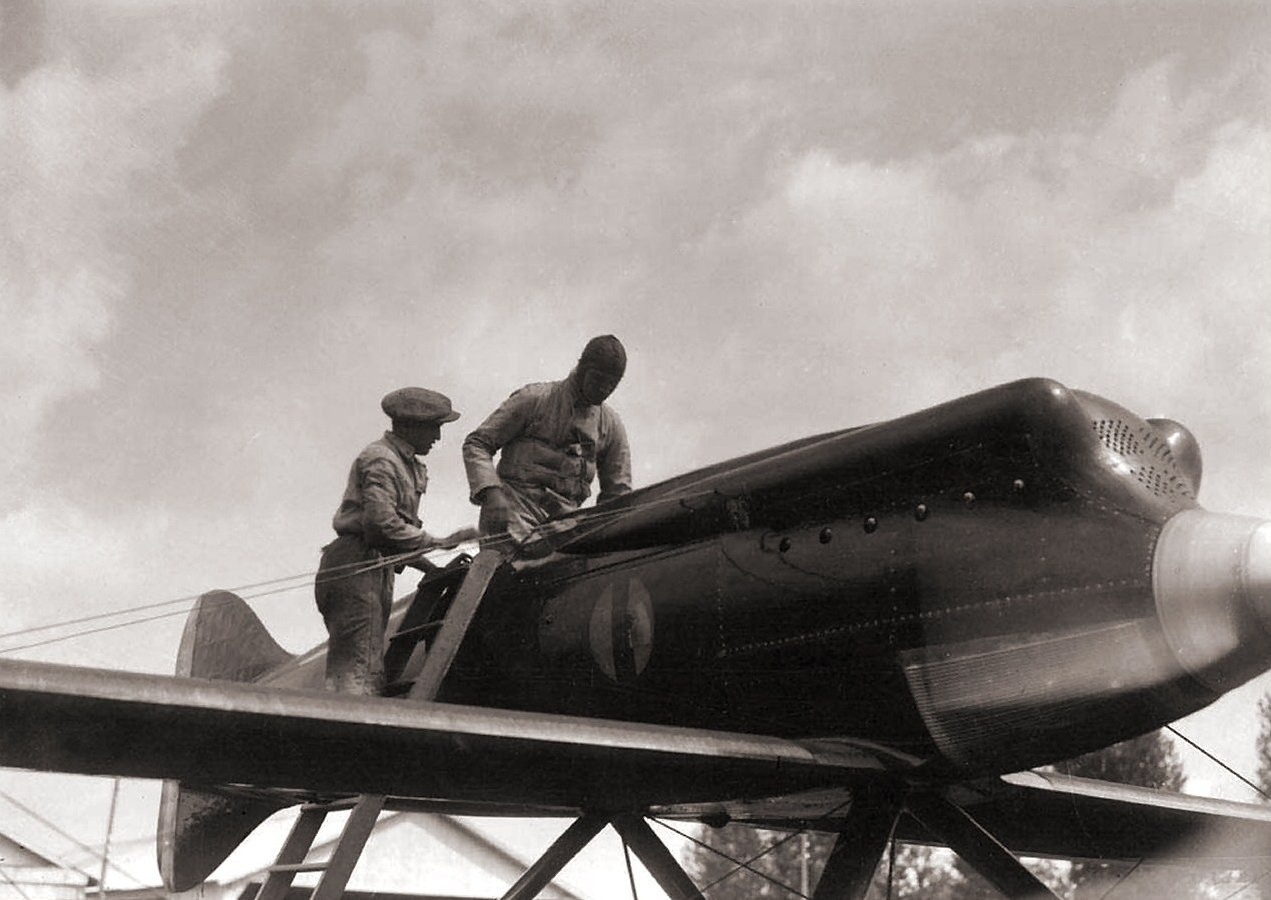
Macchi M.39 probando el motor, 1926

- Datos: Q916250
- Multimedia: Macchi M.39 / Q916250